# 陈义龙
陈义龙（1959年—），安徽怀宁人，汉族，中华人民共和国政治人物、全国人民代表大会湖北地区代表。

## 生平
毕业于武汉水利电力大学（现武汉大学）电厂化学专业。加入中国共产党。担任阳光凯迪新能源集团有限公司董事长。2008年起担任全国人大代表。2013年，担任全国人大代表。2018年2月24日，当选为第十三届全国人大代表。